# Архідієцезія Мехелен-Брюссель
Дієцезія Мехелен-Брюссель (лат. Archidioecesis Mechliniensis-Bruxellensis, фр. Archidiocèse de Malines-Bruxelles, нід. Aartsbisdom Mechelen-Brussel) — дієцезія римо-католицької церкви у Бельгії. Заснована 12 травня 1559 року з ініціативи Філіпа II Габсбурга як Мехеленська дієцезія. 1801 року булою папи Пія VII її кордони були змінені, а 1830 року з утворенням Бельгійського Королівства була піднесена до статусу архідієцезії, а Мехеленський єпископ отримав статус примаса Бельгії. 1961 року кордони дієцезії знову були переглянуті, Брюссель став другою столицею архієпископства і дієцезія отримала сучасну назву.
Охоплює територію 3635 км², налічує 677 парафій і понад 1,6 мільйона вірних. Кафедральним храмом дієцезії є Собор святого Румбольда в Мехелені, конкатедра — собор святих Михайла і Гудули.